# Łapka
Łapka (deutsch Lapkaabfindung (auch Lapka), 1933–1945 Lapken) ist ein Ort in der polnischen Woiwodschaft Ermland-Masuren. Er gehört zur Gmina Barczewo (Stadt-und-Land-Gemeinde Wartenburg in Ostpreußen) im Powiat Olsztyński (Kreis Allenstein).

## Geographische Lage
Łapka liegt im Westen der Woiwodschaft Ermland-Masuren, 17 Kilometer nordöstlich der Kreis- und Woiwodschaftshauptstadt Olsztyn (deutsch Allenstein).

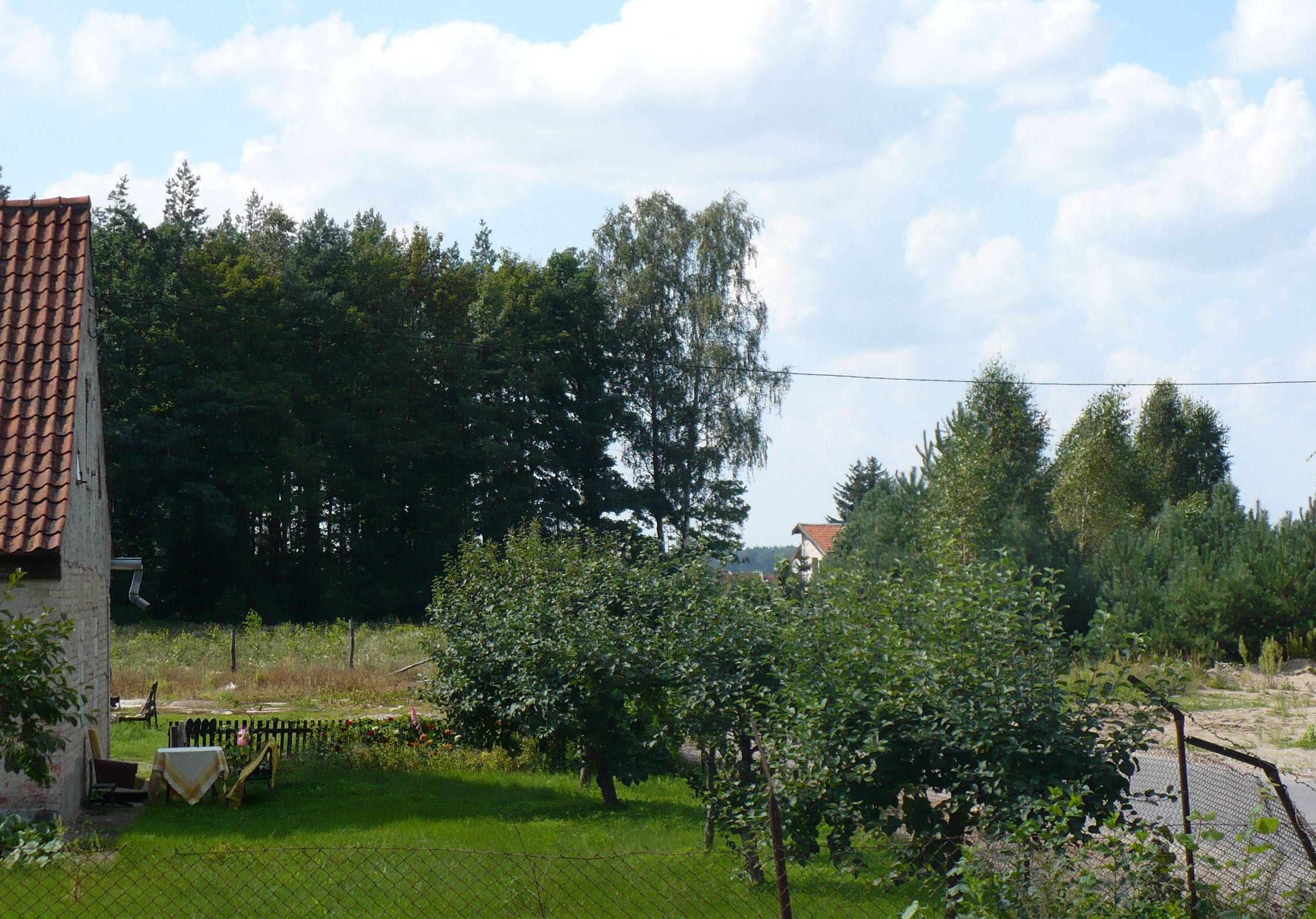
Łapka

## Geschichte
Der heutige Ort Łapka bestand in seinem ursprünglichen Kern aus verstreut liegenden kleinen Gehöften. Das wartenburger Waldwärter-Etablissement, später als Forsthaus Grünheide bekannt, wurde in der ersten Hälfte des 19. Jahrhunderts ebenfalls als Lapka bezeichnet. Zur Zeit der Separation entstand auf dem über 1000 Morgen großen Gelände des im Jahre 1873 abgeholzten Lapka-Waldes, welcher Teil des Wartenburger Stadtwaldes war, der Ort Lapkaabfindung. Der Erlös aus der Urbarmachung des Waldes wurde zur Ablösung der Holz- und Weidegerechtigkeiten verwendet, was auch die Namensgebung „Lapka-Abfindung“ erklärt. Bis 1945 war Lapkaabfindung ein Wohnplatz der Stadt Wartenburg i. Ostpr. (polnisch Barczewo) im ostpreußischen Kreis Allenstein. Im Jahre 1905 wurden in Lapkaabfindung 42 Wohngebäude bei 304 Einwohnern gezählt. Zudem befand sich im Ort eine einklassige Schule.
Am 3. Juni 1933 erfolgte die Umbenennung des Ortes in Lapken.
Als Lapkaabfindung 1945 in Kriegsfolge mit dem gesamten südlichen Ostpreußen an Polen fiel, erhielt der Ort die polnische Namensform „Łapka“. Er gehört heute zur Stadt-und-Land-Gemeinde Barczewo (Wartenburg i. Ostpr.) im Powiat Olsztyński (Kreis Allenstein), 1975 bis 1998 der Woiwodschaft Olsztyn, seither der Woiwodschaft Ermland-Masuren zugehörig.

## Kirche
Bis 1945 war Lapkaabfindung in die evangelische Kirche Wartenburg (Ostpreußen) (polnisch Barczewo) in der Kirchenprovinz Ostpreußen der Kirche der Altpreußischen Union, außerdem in die römisch-katholische Kirche Groß Lemkendorf (polnisch Lamkowo) eingepfarrt.
Heute gehört Łapka katholischerseits wieder zur Kirche Lamkowo, die nun zum Erzbistum Ermland gehört. Die evangelischen Einwohner orientieren sich zur Christus-Erlöser-Kirche Olsztyn (Allenstein) in der Diözese Masuren der Evangelisch-Augsburgischen Kirche in Polen.

## Verkehr
Łapka liegt an der Woiwodschaftsstraße 595, die von Barczewo (Wartenburg i. Ostpr.) nach Jeziorany  (Seeburg im früheren Kreis Rößel) führt und die Landesstraße 16 mit der Woiwodschaftsstraße 593 verbindet.
Die nächste Bahnstation ist Barczewo. Sie liegt an der PKP-Linie 353 Posen–Toruń–Olsztyn–Skandawa, die einstmals in Tschernjachowsk (Insterburg) in der russischen Oblast Kaliningrad (Königsberger Gebiet) endete.